# Bertiera elabensis
Bertiera elabensis är en måreväxtart som beskrevs av Kurt Krause. Bertiera elabensis ingår i släktet Bertiera och familjen måreväxter. Inga underarter finns listade i Catalogue of Life.